# 小笠原長定
小笠原 長定（おがさわら ながさだ）は、室町時代後期（戦国時代）の武将。石見国邑智郡河本郷（現在の島根県邑智郡川本町）の温湯城を本拠とする国人・石見小笠原氏の第11代当主。

## 生涯
石見小笠原氏第10代当主・小笠原長正の嫡男として生まれる。母は宍戸元家の娘である大宝女。
長定は、祖父・小笠原長弘の代から活動が見られ、文明8年（1476年）には石見国邑智郡君谷周辺において佐波秀連と戦った。明応4年（1495年）に三隅信光が益田氏に石見国美濃郡津毛郷を去り渡した際には、嫡男の長隆との連名で、もし三隅氏に違変があった時には証人となり、合戦になったとしても益田氏に合力することを約束する書状を益田宗兼に出した。その見返りとして石見小笠原氏は新知行を得ている。
永正2年（1505年）11月28日に父・長正が死去し、その後を継ぐ。永正4年（1507年）に大内義興が京を追われた足利義稙を奉じて上洛すると、長定は嫡男の長隆を従軍させた。
大永元年（1521年）に清太寺（清泰寺）を開創し、大永4年（1524年）3月3日に死去。子の長隆が後を継いだ。